# Nicolae Mavrogheni
Nicolae Mavrogheni (numele Mavrogheni se pronunță în patru silabe, cu i plin;), (n. 1735, Paros, Imperiul Otoman – d. 30 septembrie 1790, Biala, Imperiul Otoman) a fost un domnitor fanariot din Țara Românească.

## Biografie
Domnia sa a început la 6 aprilie 1786 și a durat până în septembrie 1790.
Originar din insula Paros, Mavrogheni a ajuns domn cu ajutorul lui Gazi Hasan pașa, comandantul flotei otomane al cărei dragoman era.
Numirea acestui „galiongiu“ (galion = corabie mare, galeră) n-a fost deloc bine văzută nici de boieri, nici de norod, și de aici un șir întreg de pamflete, piese de teatru sau versuri menite a ridiculiza politica și măsurile acestuia.
Pe 30 septembrie 1790 a fost sugrumat din ordinul lui Hassan Pașa pentru nesupunere față de Imperiul Otoman.
A rămas în istoria Bucureștiului printr-o excentricitate a sa, de a polei cu aur coarnele cerbilor de la trăsura sa. De asemenea, la capătul Podului Mogoșoaiei (lângă Muzeul Țăranului Român) a construit o biserică ce a dăinuit până astăzi.
Este de asemenea unul dintre cei care au contribuit la dezvoltarea - modestă și primitivă, totuși, destinată câtorva boieri ai vremii - a alimentării cu apă printr-un sistem de conducte.

## Galerie de imagini

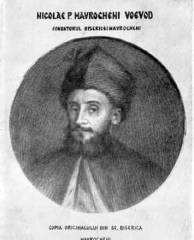
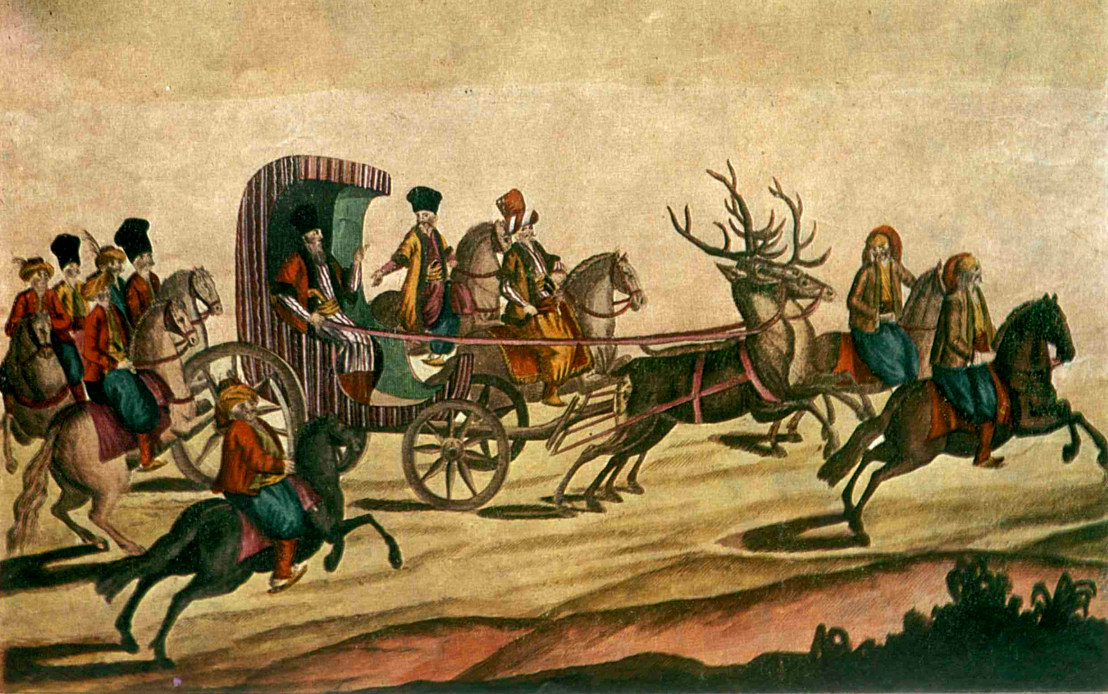
Nicolae Mavrogheni și trăsura trasă de cerbi